# Jüdische Friedhöfe in Holzminden
Es sind drei Jüdische Friedhöfe in der niedersächsischen Stadt Holzminden im Landkreis Holzminden dokumentiert.

## Jüdischer Friedhof Allersheimer Straße

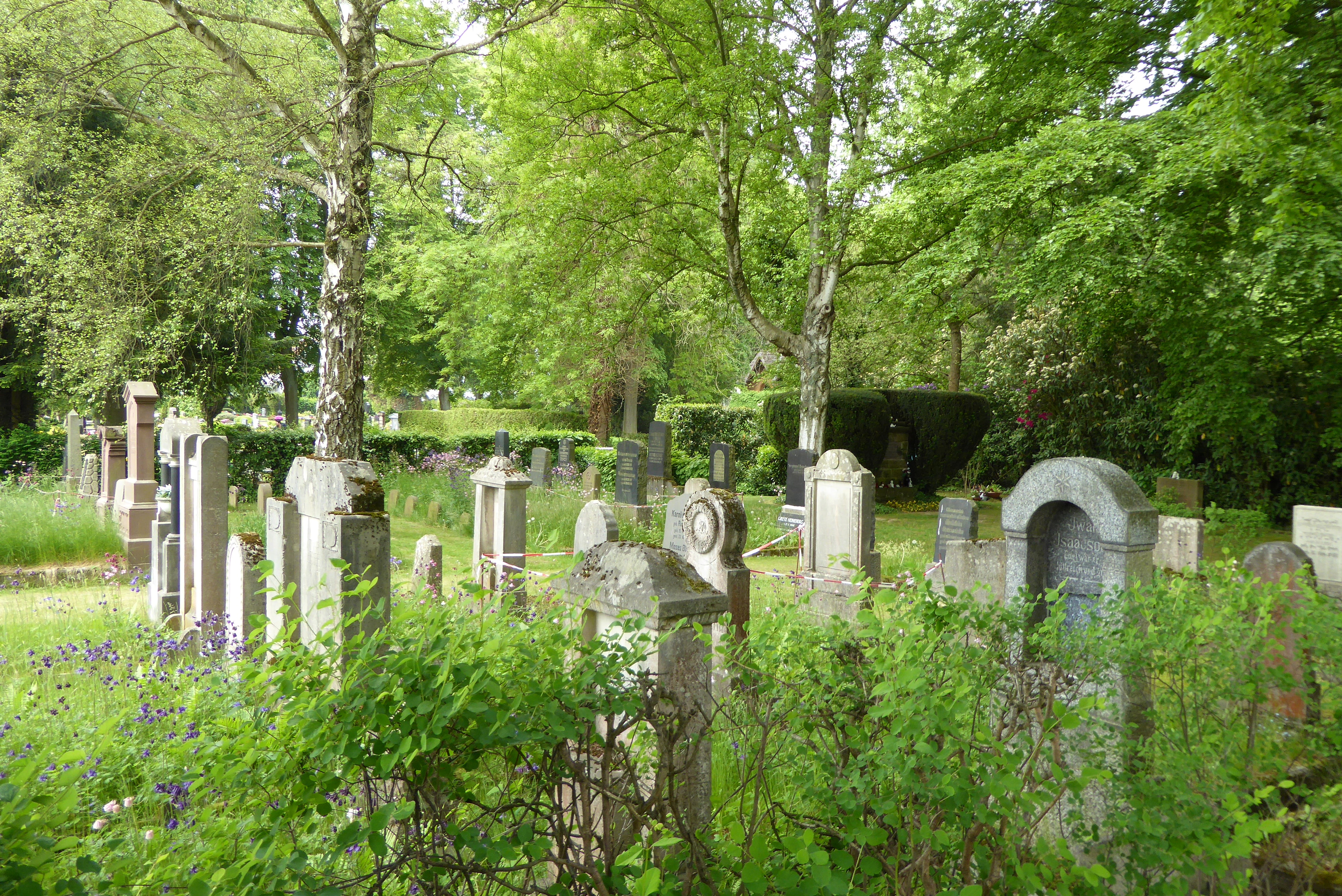
Der jüdische Friedhof in der Allersheimer Straße

Auf dem 1224 m² großen Friedhof, einem geschützten Kulturdenkmal, befinden sich heute 90 Grabsteine für jüdische Verstorbene aus Holzminden und Umgebung. Bestattungen fanden auf dem Friedhof von 1884 bis 1937 statt. Da es in Holzminden kein jüdisches Leben mit einer Synagoge und einer jüdischen Gemeinde mehr gibt, wird der Friedhof von der Lutherischen Kirche mit gepflegt.
Die Grabsteine sind teilweise noch in recht gutem Zustand. Im Jahr 2017 hat der Friedhof ein neues Tor aus Schmiedeeisen bekommen. Wenn man von der Allersheimer Straße über das Tor auf den Friedhof blickt, fällt der Grabstein der Familie Lebenbaum auf. Frau Lebenbaum ist 1937 drei Monate vor ihrem 100. Geburtstag verstorben und neben ihrem Ehemann beigesetzt. Der gut erhaltene Grabstein aus schwarzem Marmor berichtet davon.
- Koordinaten: 51° 50′ 9,7″ N, 9° 27′ 42,1″ O

## Jüdischer Friedhof Beukampsborn

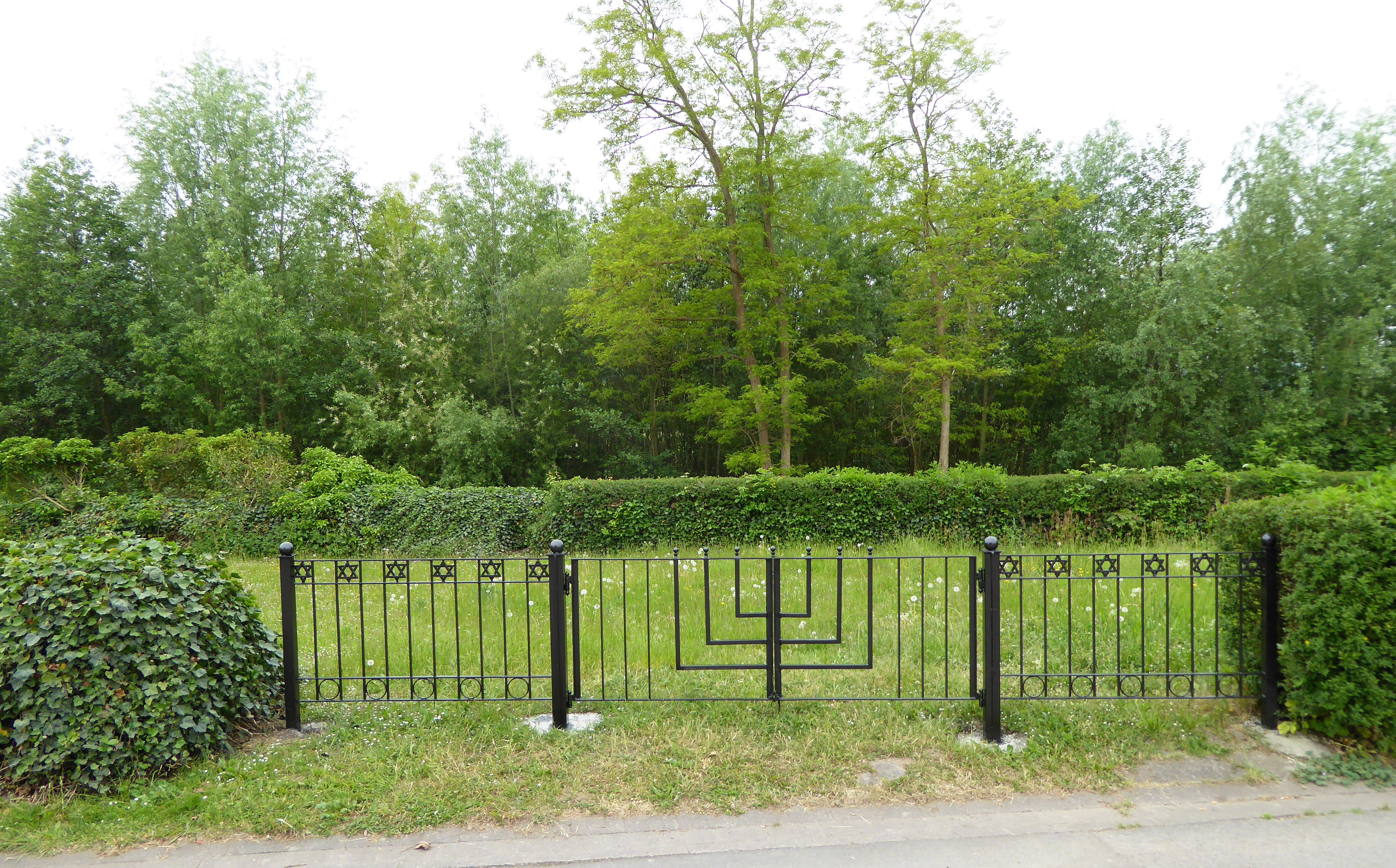
Der jüdische Friedhof am Beukampsborn

Bis ins 18. Jahrhundert existierte ein jüdischer Friedhof vor dem Neuen Tor, der aber 1743 für den Bau einer Eisenfabrik aufgegeben werden musste. Weit entfernt von der damaligen Siedlung wurde dann der Friedhof Beukampsborn angelegt, der mehrfach erweitert wurde und schließlich 550 m2 umfasste. Vor 1884 fanden Bestattungen jüdischer Mitbürger Holzmindens auf dem jüdischen Friedhof am Beukampsborn statt, der dann voll belegt war, weshalb ein neuer Friedhof an der Allersheimer Straße erworben wurde.
Der Beukampsborn ist eine Straße in Holzminden, die von der bekannteren Fürstenberger Straße abzweigt. Der Friedhof liegt am Ende des Beukampsborns auf der Ecke zur Straße „Im Bruche“. Die Nationalsozialisten zerstörten den Friedhof nach 1936 und ebneten ihn ein, unter dem Vorwand, die Straße Beukampsborn auszubauen. Sie errichteten während des Zweiten Weltkriegs auf der Fläche eine Baracke. Seit 1945 wird die Fläche wieder als Friedhof ausgewiesen und ist inzwischen Eigentum des Landesverbands der Jüdischen Gemeinden von Niedersachsen.
Ein Grabstein wurde auf einem benachbarten Feld gefunden und im Torhaus Katzensprung aufgestellt, weitere Grabsteine existieren nicht mehr. Auf dem alten Friedhof gibt es auch keine sichtbaren Grabstätten mehr. Der Friedhof ist als Grünfläche gestaltet, die durch eine Hecke geschützt ist. Die Hecke besitzt ein schmiedeeisernes Tor, über das der Friedhof betreten werden kann. Durch das Tor mit Davidsternen und einer Menora ist der Friedhof als jüdischer Friedhof erkennbar.
- Koordinaten: 51° 49′ 11,2″ N, 9° 26′ 44,5″ O

## Jüdischer Friedhof Auf der Horst
Bei dem nicht mehr existierenden Friedhof handelte es sich um den Privatfriedhof der Familie Frank. Heute befindet sich dort ein Wasserhochbehälter.

## Jüdischer Friedhof Lüchtringen
Der jüdische Friedhof der südlich angrenzenden Ortschaft Lüchtringen (nordöstlicher Stadtteil von Höxter im Kreis Höxter, Nordrhein-Westfalen) liegt seit einem Gebietsaustausch zwischen den Städten Höxter und Holzminden 1971 auf dem Gebiet der Stadt Holzminden. Erhalten ist nur ein Bruchstück eines Grabsteins für Samson Hochfeld (1808–1854). Der Friedhof wurde 1827 angelegt und wohl bis Ende des 19. Jahrhunderts genutzt. Eine Restaurierung des Friedhofs wurde 2011 abgeschlossen.